# Campos Gerais do Paraná
Os Campos Gerais do Paraná, ou Região dos Campos Gerais, é uma região localizada no centro-leste do estado do Paraná, no Brasil. É uma região que leva em consideração critérios históricos, culturais, econômicos e sociopolíticos, que une municípios, com uma dinâmica territorial sem uma limitação única.
É também conhecida como área de influência de Ponta Grossa, estando em sua maior parte inserida no Segundo Planalto Paranaense. A expressão "Campos Gerais do Paraná" foi consagrada por Reinhard Maack (1948), que a definiu originalmente como uma zona fitogeográfica natural, com campos limpos e matas galerias ou capões isolados de floresta ombrófila mista. Nessa definição, a região é ainda limitada à área de ocorrência desta vegetação que a caracteriza situada sobre o Segundo Planalto Paranaense, no reverso da Escarpa Devoniana, a qual o separa do Primeiro Planalto.
A identidade histórica e cultural da região dos Campos Gerais do Paraná remonta ao século XVIII. O tropeirismo, que se estendeu até ao início do século XX, tem forte influência na cultura e costumes na região, cuja população preserva muitos hábitos herdados dos tropeiros. Entretanto, no âmbito cultural mescla heranças da cultura indígena nativa, da colonização luso-brasileira, respaldo da cultura africana e da diversidade cultural de imigrantes que colonizaram a região.  Contudo, a cultura da região dos Campos Gerais torna-se muito diversificada, destacando-se características caboclas, faxinalenses, tropeiras, eslavas e germânicas.
Mais recentemente, outras definições têm sido adotadas para os Campos Gerais, atendendo a objetivos e interesses diversos, resultando em delimitações também diferentes. De acordo com o Instituto Brasileiro de Geografia e Estatística (IBGE), desde 2017, a região é parte da Região Geográfica Intermediária de Ponta Grossa, que compreende em uma divisão geográfica regional do país para fins de planejamento e estimativas.

## História
Antes da chegada dos europeus, o território da região dos Campos Gerais era habitado por povos indígenas da grande nação Tupi. A ocupação do território da região dos Campos Gerais iniciou-se na primeira década do século XVIII por colonos portugueses que estabeleceram fazendas e sítios. A partir da segunda metade do século XVIII, tropeiros vindos do Estado do Rio Grande do Sul, e que iam para as feiras no Estado de São Paulo passaram pela região.
A colonização da região dos Campos Gerais teve início em meados do século XVII, numa nova tentativa de habitar os sertões dos Campos de Tibagi. O mais antigo documento a respeito da doação de terras na região dos Campos Gerais está registrado em nome de Bartolomeu Paes de Abreu, Antonio Pinto Guedes e José Góes e Moraes. Essas terras compreendiam o campo denominado de São João entre os rios Yapó e Pitanguy, até a barra no Yapó e Tibagy. Em 1760 foram realizados os primeiros registros do contato entre indígenas e latifundiários nos Campos Gerais. Entretanto, antes mesmo deste período, os jesuítas construíram uma igreja no lugar que ficou denominado Igreja Velha, próximo ao Guartelá. Provavelmente os religiosos católicos pretendiam realizar a catequização dos índios Coroados que habitam a região. A exploração do território dos Campos Gerais ocorreu por meio da caça e do massacre dos índios com a autorização da coroa portuguesa. Aos nativos coube desenvolver as primeiras atividades produtivas nos Campos Gerais. Os índios eram mortos, expulsos ou domesticados.
Até meados do século XVIII vários pedidos para concessão de sesmarias nos Campos Gerais foram efetuados, motivados por um interesse na exploração do comércio pecuário. Entretanto, isso não indicava necessariamente, até então, a intenção dos sesmeiros em estabelecer residência na região. Em 1772 o recenseamento indicou a existência de 50 grandes fazendas e 125 sítios na região dos Campos Gerais. As primeiras sesmarias dos Campos Gerais, que eram concedidas pela coroa portuguesa, foram disponibilizadas a vários integrantes da família de Pedro Taques de Almeida. O latifúndio compreendia as áreas dos atuais municípios de Jaguariaíva, Piraí do Sul, Castro e parte de Ponta Grossa. As fazendas dos Campos Gerais estavam voltadas principalmente para a pecuária, envolvidas com o criatório e a invernagem do gado trazido do sul, sendo que a invernagem sobressaiu-se em relação a atividade de criação. A invernagem consistia-se basicamente na engorda do gado em campos alugados, primeiramente durante os meses de inverno, passando depois a ser realizada durante todo o ano. As atividades nas fazendas eram realizadas pela família proprietária (quando esta ali residia), pelos agregados e, sobretudo, pelos escravos, força de trabalho que incluía negros, índios e até mesmo ou seus mestiços. Até metade do século XVIII, a população dos Campos Gerais era formada por índios, brancos (brasileiros e portugueses) e negros.
Com o crescimento das atividades pastoris na região, presenciou-se também o aumento de escravos. Em 1820, a cidade de Castro possuía cerca de 500 escravos, que serviam apenas os proprietários com mais recursos. Na época, era a cidade mais desenvolvida dos Campos Gerais e concentrava comerciantes, artífices, como seleiros, e prostitutas. A população dos Campos Gerais estava espalhada pelas fazendas e pelas vilas e lugarejos tranquilos, provincianos, com casas de taipa ao longo de ruas lamacentas, sem iluminação, onde mulas de carga e escravos tropeçavam sobre porcos e galinhas. Segundo o francês Auguste de Saint-Hilaire, que esteve na região em 1820, “os habitantes dos Campos Gerais, apesar de sua profunda ignorância, falem um português muito mais correto do que os que habitam os arredores da cidade de São Paulo”. Na segunda metade do século XIX, com o crescimento de algumas fazendas e o aumento da economia pastoril e, mais tarde com a expansão das invernadas, a região passou a ter uma infra-estrutura mais rentável. Mesmo assim, toda a região dependia juridicamente da Comarca de Castro que tinha fazendeiros abastados, os quais, politicamente, dominavam os Campos Gerais.
Diante da escassez da mão de obra escrava, o governo imperial passou a ser pressionado para patrocinar a imigração como alternativa para suprir a falta de mão de obra. Outros motivos também pesaram a favor da imigração, como garantir a ocupação do espaço geográfico. O Governo da Província do Paraná começou a instalar colonos procedentes da Europa central e oriental, localizando-se quase todos no planalto de Curitiba e nos Campos Gerais. Em maior escala, italianos e eslavos. A partir de 1870, essa realidade foi alterada com a chegada, em grande escala, dos imigrantes de origem: alemã, austríaca, italiana, polonesa, russa, ucraniana, holandesa, sírio-libanesa, japonesa, sem excluir contingentes menores de ingleses e franceses. Em geral, as colônias de imigrantes eram de condições precárias, porém, essa realidade era amenizada na região de Curitiba, onde foi implantado um “cinturão verde”.
Foi assim, depois da ocupação da região por tropeiros, que diversos grupos de imigrantes chegaram à região, principalmente alemães, russos, holandeses, poloneses, ucranianos e italianos, estabelecendo-se nos Campos Gerais. Alguns grupos se estabeleceram em cidades e outros em propriedades rurais, enquanto outros fundaram inúmeras comunidades, conhecidas como "colônias", por exemplo: as alemãs Lago, Quero-Quero, Santa Bárbara, em Palmeira; Terra Nova e Santa Leopoldina, em Castro; a Tayó, em Ipiranga; a Ivay e a Bom Jardim, em Ivaí; as holandesas Carambeí, Castrolanda, Monte Alegre e Arapoti; as russas Santa Cruz I, II e III; a italiana Colônia Cecília; colônias de russos-alemães do Volga, como Octavio, em Ponta Grossa; Papagaios Novos, Pugas, Sinimbú e Witmarsum, em Palmeira; Johannesdorf, Marienthal e Virmond, na Lapa.

## Política
Os municípios desta região podem ter entre si ligações tanto geográfica como também cultural, histórica, política e econômica. A região pode compreender tanto municípios que estão inseridos na área fitogeográfica como também municípios que estão politicamente interligados. Originalmente, em uma perspectiva mais amplificada, a região englobava até municípios que hoje se encontram na Região Metropolitana de Curitiba, como Campo do Tenente, Campo Largo e Lapa. Com o passar dos anos e com o desenvolvimento das organizações institucionais, alguns municípios se aproximaram mais dos municípios da região de Ponta Grossa. Neste sentido, antes, estavam mais ligados ora com a região Centro-Sul do Paraná, ora mais com a região dos Campos Gerais, como Guamiranga e Ivaí, e ora com o Norte Pioneiro do estado e ora com os Campos Gerais, como é o caso de Curiúva, Arapoti e São José da Boa Vista.
Os municípios que historicamente fizeram parte desta região são: Ponta Grossa, Castro, Palmeira, Lapa, Arapoti, Campo do Tenente, Cândido de Abreu, Ipiranga, Jaguariaíva, Ortigueira, Piraí do Sul, Porto Amazonas, Reserva, Telêmaco Borba, Tibagi, Balsa Nova, Campo Largo, Carambeí, Curiúva, Imbaú, Imbituva, Ivaí, Guamiranga, Rio Negro, São João do Triunfo, São José da Boa Vista, Teixeira Soares, Sengés e Ventania.
Destes municípios, dezenove estão congregados atualmente na AMCG (Associação dos Municípios dos Campos Gerais), criando assim entre esses uma forte ligação sociopolítica. Os municípios da AMCG são: Arapoti, Carambeí, Castro, Curiúva, Imbaú, Ipiranga, Ivaí, Jaguariaíva, Ortigueira, Palmeira, Piraí do Sul, Ponta Grossa, Porto Amazonas, Reserva, São João do Triunfo, Sengés, Telêmaco Borba, Tibagi e Ventania.

## Economia
A economia se apresenta-se de forma diversificada, destacando os setores madeireiros, metalmecânico e agropecuário. As cidades dos Campos Gerais são recordistas nacionais em vários segmentos do agronegócio. Na região está instalada a maior e melhor bacia leiteira e o maior produtor de trigo do Brasil. Algumas das principais empresas que atuam na região, do setor da primário, secundário e terciário, são: Ambev, Bunge, BrasPine, Cargill, Castrolanda, CCR Rodonorte, Continental, Copel, Kemira, Klabin, Lactalis, JBS, Heineken, Hübner, Incorpore, BO Paper, Arauco do Brasil, Princesa dos Campos, Rumo Logística, Swedish Match, Tetra Pak, Madero, Makita e LDC Louis Dreyfus Company.
Em 2017 a soma do Produto Interno Bruto (PIB) da região dos Campos Gerais abrangendo vinte e seis municípios atingiu a marca de 37,9 bilhões de reais. O PIB regional tem demonstrado crescimento nos últimos anos, por exemplo, em comparação ao ano anterior (2016) representou um aumento de 11,2% nominais. Entre os municípios, as três maiores economias regionais são Ponta Grossa (14,53 bi), Telêmaco Borba (3,83 bi) e Castro (2,65 bi), coincidindo-se com os três maiores núcleos de concentração populacional. Com relação ao PIB per capita, o maior da região é de Ortigueira (76,8 mil), seguida por Carambeí (57,6 mil), Telêmaco Borba (49,6 mil), Tibagi (42,3 mil) e Ponta Grossa (42,2 mil).
Algumas características econômicas da região: Aproximadamente 1 milhão de hectares de lavouras anuais de milho, soja, trigo, feijão e batata; Região com a melhor produtividade de milho no Brasil; Um dos maiores pólos esmagadores de soja da América Latina; Vasta área de florestas plantadas com fins madeireiros, papeleiros e energéticos; Produção agropecuária, destacando a produção de leite, suínos e aves; Reconhecida bacia leiteira de excelência com a maior produção e melhor produtividade de leite do Brasil; Produção de 1,07 milhões de litros de leite por dia; Produção diversificada com mais de 160 produtos agropecuários; Sistema de cooperativas agropecuárias consolidado com faturamento de 1,5 bilhões de reais; Setor industrial voltado para o processamento de produtos rurais locais que agregam valor e geram emprego e renda para a região.

### Turismo

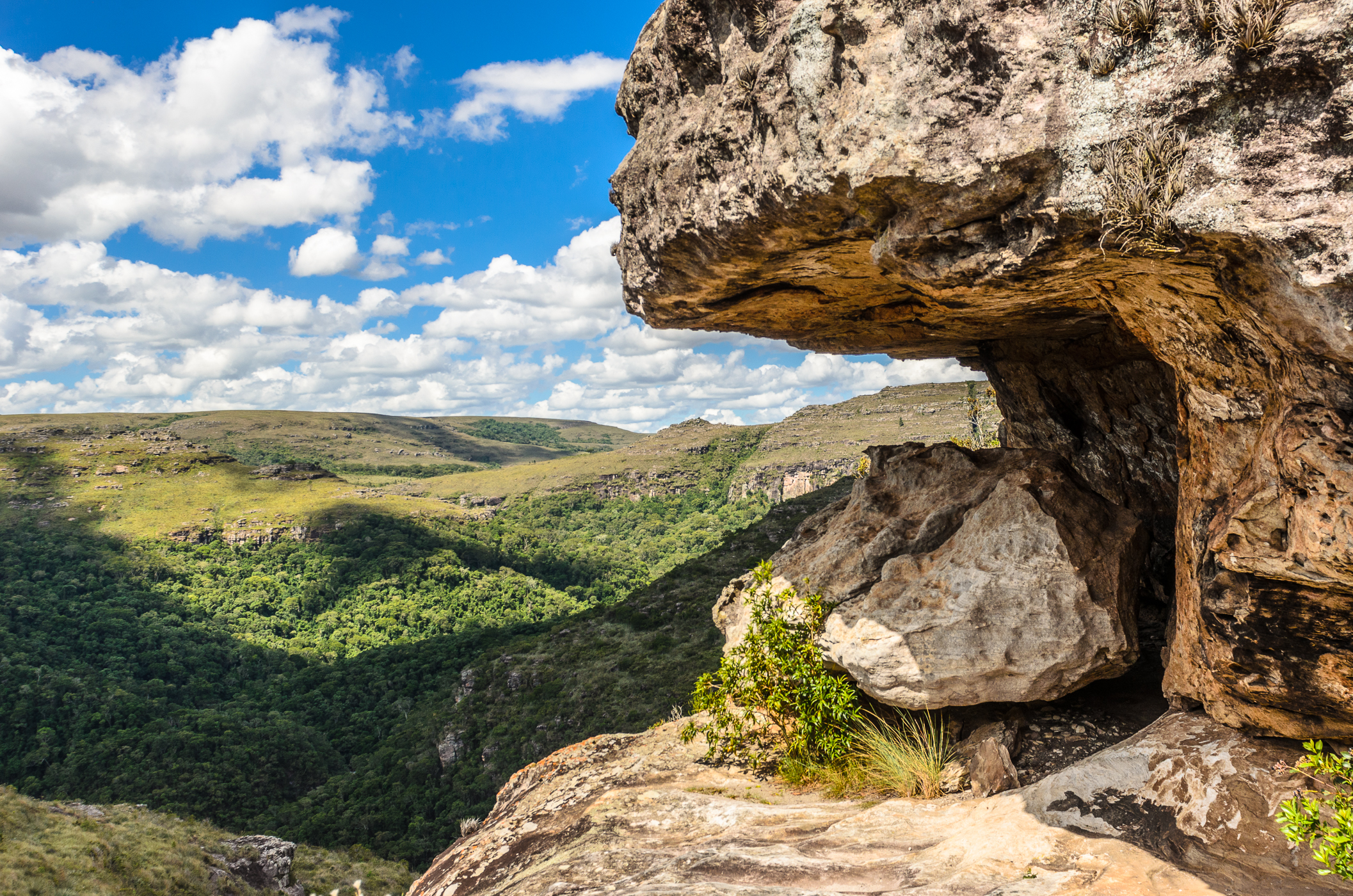
Paisagem típica em Tibagi.

O turismo é um importante setor econômico para o Paraná. Assim como em outras regiões do estado, a região dos Campos Gerais mantém também um turismo consolidado, gerando renda e emprego. A região dos Campos Gerais é contemplada com uma vasta diversidade turística, compreendendo destinos históricos, culturais, recreativos, gastronômico, religiosos, ecológicos e industriais.
Diante de uma iniciativa governamental o estado foi dividido em regiões turísticas e a região dos Campos Gerais ficou classificada como a 3ª região turística do Paraná (RT-03), denominada Região Turística Campos Gerais, com onze municípios pertencentes a essa regionalização. Os municípios são: Carambeí, Castro, Jaguariaíva, Palmeira, Piraí do Sul, Ponta Grossa, Sengés, Telêmaco Borba e Tibagi. Mais tarde foi adicionado à região turística também os municípios de Arapoti e Ipiranga. Com o interesse municipal aumentando, à região poderá futuramente integrar ainda mais municípios nessa iniciativa de promover essa regionalização turística.
A Rota dos Tropeiros é uma das rotas turísticas mais conhecida na região e faz menção ao Caminho das Tropas e ao Tropeirismo no Paraná. Com o objetivo de reunir cultura, tradições e história entre os municípios paranaenses, promove principalmente o turismo e a integração da região. Desde a sua criação a rota passa por Arapoti, Balsa Nova, Campo do Tenente, Campo Largo, Carambeí, Castro, Jaguariaíva, Lapa, Palmeira, Piraí do Sul, Ponta Grossa, Porto Amazonas, Rio Negro, Sengés, Telêmaco Borba e Tibagi. Já o Roteiros dos Imigrantes é um roteiro turístico para promover a Rota Holandesa que inclui Arapoti, Carambeí e Castrolanda.
Os principais pontos turísticos da região são os parques e as belezas naturais como: a Área de Proteção Ambiental da Escarpa Devoniana; a
Floresta Nacional de Piraí do Sul; o Cânion do Rio Jaguaricatu; o Parque Ecológico Samuel Klabin; o Parque Estadual de Caxambu; o Parque Estadual de Vila Velha; o Parque Estadual do Cerrado; o Parque Estadual do Guartelá - Cânion do Guartelá; o Parque Estadual do Vale do Codó - Cânion do Rio Jaguariaíva; a Gruta Nossa Senhora da Conceição; e o Parque Nacional dos Campos Gerais - Buraco do Padre.

### Festas e eventos

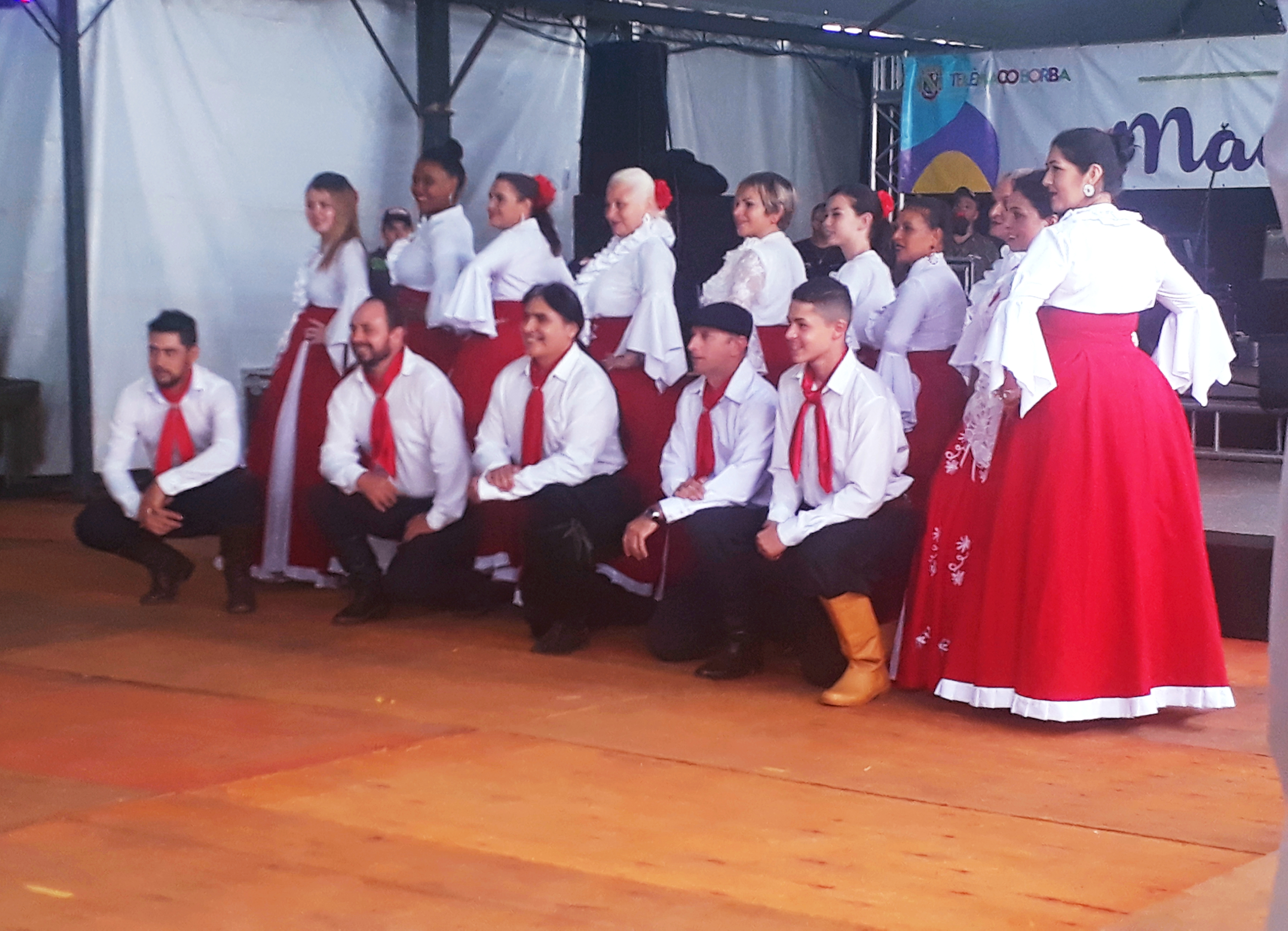
Apresentação do Grupo de Danças Gaúchas Poncho Crioulo, na Expo Telêmaco.

Diversas festividades e eventos são realizados na região. Em Ponta Grossa os destaques são a Festa Nacional do Chope Escuro, conhecida como Münchenfest,. a Festa da Uva e o Festival Universitário da Canção. Em Piraí do Sul o principal evento é a Festa de Nossa Senhora das Brotas, que é realizada desde 1880, com procissões e celebrações religiosas que atraem à cidade milhares de pessoas todos os anos.
Em Tibagi o principal evento é o carnaval, além de outros eventos como a Festa da Santinha, em louvor a Santa Pastorina; a Festa de Ação de Graças pela Colheita; a Festa de Nossa Senhora dos Remédios; e o Festival de Inverno. Em Telêmaco Borba acontece a Expo Telêmaco, festa em comemoração do aniversário do município; o Festival Gomarábica; e a Festa da Padroeira, em louvor a Nossa Senhora do Perpétuo Socorro. Em Carambeí é realizada a Festa dos Imigrantes e o Festival das Tortas.

## Cultura

### Patrimônio cultural, museus e bibliotecas
A região conta com inúmeros patrimônios culturais, museus e bibliotecas. Várias instituições contribuem para formar um vasto conglomerado cultural, como por exemplo, a Academia de Letras dos Campos Gerais; a Casa da Cultura Professor Doutor João Batista da Cruz, em Jaguariaíva, o Solar Jesuíno Marcondes, em Palmeira; e a Casa da Cultura Emília Erichsen, em Castro; A região abriga mais de vinte bibliotecas, como a Biblioteca Municipal Faris Michaeli, em Ponta Grossa; a Biblioteca Municipal Historiador Luiz Leopoldo Mercer, em Tibagi; a Biblioteca Municipal de Telêmaco Borba, a Biblioteca Pública Municipal Mary Camargo, de Jaguaríaiva; a Biblioteca Pública Municipal de Castro, inaugurada em 1941.
Os Campos Gerais reúne diversas casas da memória e museus como a Casa da Memória Paraná, em Ponta Grossa; a Casa Fazenda Cancela que abriga o Museu Étnico e Histórico de Witmarsum (Heimat Museum), na Colônia Witmarsum, em Palmeira; o Casarão da Fazenda Velha, em Telêmaco Borba; o Museu Casa do Colono (no Parque Municipal Passo do Risseti), em Tibagi; o Museu Campos Gerais, em Ponta Grossa; o Museu de Arqueologia, em Ponta Grossa; o Museu do Imigrante Alemão, em Castro; o Museu do Imigrante Holandês, em Arapoti; o Museu do Imigrante Holandês, em Castro; o Museu dos Imigrantes Poloneses, em São João do Triunfo; o Museu do Tropeiro, em Castro; o Museu Época, em Ponta Grossa; o Museu Histórico Municipal Conde Francisco Matarazzo, em Jaguariaíva; o Museu Histórico Municipal de Telêmaco Borba, em Telêmaco Borba; o Museu Histórico Desembargador Edmundo Mercer Júnior, em Tibagi; o Museu Municipal Ricardo Martins Szesz Filho, em Piraí do Sul; e o Parque Histórico de Carambeí, em Carambeí;

### Teatros

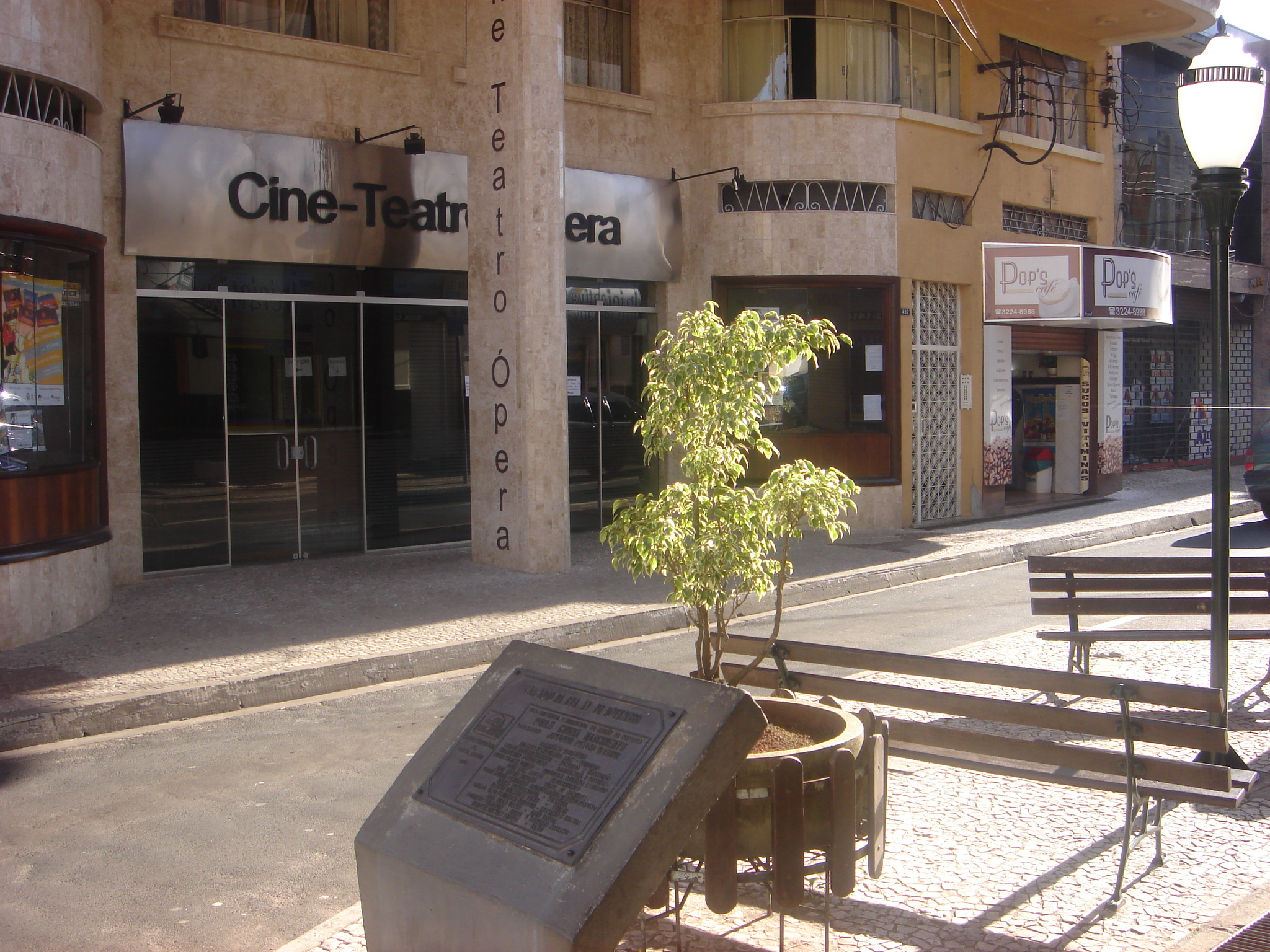
Cineteatro Ópera, em Ponta Grossa.

No âmbito teatral, a região possui diversos espaços destinados para as apresentações e espetáculos, com destaque para a cidade de Ponta Grossa com o Cineteatro Ópera, o Teatro Municipal Álvaro Augusto Cunha Rocha e o Teatro Marista. Em Telêmaco Borba está o teatro do Centro Cultural Eloah Martins Quadrado. Em Tibagi o Teatro Municipal Tia Inália. Em Castro o Teatro Bento Mossurunga. Em Palmeira o Cine Teatro Municipal. Em Jaguariaíva o Cine Teatro Municipal Valéria Luercy.

### Culinária
A culinária dos Campos Gerais tem como tradição as carnes, o pinhão e as influências herdadas pela imigração no Brasil. Os principais pratos da cozinha regional tem origem da interação entre tropeiros e indígenas. Já os africanos trouxeram à região como legado, por exemplo, a feijoada e a cachaça. Posteriormente os Campos Gerais recebeu influências de imigrantes alemães, italianos, ucranianos, poloneses, holandeses, árabes, sírio-libaneses e japoneses. A diversidade étnica e cultural na região contribuiu para formar a culinária dos Campos Gerais.
O pinhão é a semente da araucária, árvore símbolo do Paraná e pode ser consumido de várias maneiras. É saboroso com sal, assado nas brasas ou simplesmente cozido em água. Muitos pratos são feitos a base desse ingrediente como, por exemplo, o entrevero de pinhão, comum nos Campos Gerais, é o prato típico de Telêmaco Borba. A paçoca de carne, que servia como refeição aos tropeiros, é feita com carne desfiada e temperada, socada no pilão com farinha. Pode ser encontrada na região, principalmente em Tibagi. O biscoito de polvilho é um produto típico de algumas regiões do Paraná, sendo levemente salgado e crocante, amplamente consumido e encontrado nos estabelecimentos comerciais. O polvilho é bastante comum na região e pode ser inserido de várias formas, como também no tradicional bolinho frito de polvilho, encontrado em Tibagi. Em Castro, Piraí do Sul e Ventania pode ser encontrado os tradicionais virados, típicos dos municípios. Em Jaguariaíva o prato típico é a quirera com carne de porco.
A culinária germânica deixou uma herança em diversas cidades da região, como em Castro, Palmeira e Ponta Grossa. O pão no bafo é uma iguaria trazida pelos imigrantes russos-alemães, que leva pão, repolho e carne suína. Em 2015, o prato típico de Palmeira, foi tombado pela prefeitura como patrimônio cultural. Em Carambeí o marco da culinária local é a influência holandesa, com as tradicionais tortas e o bolinho Oliebol. É comum encontrar na região a cozinha eslava, hábitos herdados da culinária polonesa e ucraniana, como em Ivaí, Ponta Grossa e Reserva. O Pierogi, prato típico da região, é um tipo de pastel cozido ainda bastante feito. A comida árabe é muito comum nos centros urbanos da região, como em redutos da comunidade árabe em Ponta Grossa. Já a culinária asiática do Extremo Oriente, como coreanos e chineses, é ainda recente, e é concentrada mais nas grandes cidades da região, como em Ponta Grossa.
A região apresenta uma variedade de bebidas típicas, que vão além do café e do chimarrão. A região se consolidou como uma grande produtora de cevada e cerveja, e produz ainda uvas destinadas a produção de sucos e vinhos coloniais. Já uma bebida a base de vinho, denominada Cabriúva, é a bebida típica do município de Piraí do Sul. É uma bebida tradicional servida principalmente nas festividades locais. A bebida é preparada com água, cravo, canela, açúcar e vinho tinto seco, sendo servida quente com gemada e glacê de claras em neve. O quentão de vinho de origem paulista também é muito consumido, principalmente nos dias frios, preparado sempre nas festividades dos meses de junho e julho.

## Infraestrutura
Possui boa infraestrutura de referência, principalmente nas áreas de saúde e educação.

### Saúde
A região dos Campos Gerais possui diversos estabelecimentos de saúde, destacando-se hospitais de grande porte e clínicas especializadas. Os hospitais de Ponta Grossa são: o Hospital Universitário Regional dos Campos Gerais Wallace Thadeu de Mello e Silva - Universidade Estadual de Ponta Grossa (HURCG-UEPG); a Santa Casa de Misericórdia; o Hospital Bom Jesus; o Hospital São Camilo; o Hospital Geral Unimed (HGU); o Hospital Municipal Dr. Amadeu Puppi; o Hospital Vicentino; o Hospital Evangélico; Em Telêmaco Borba: o Hospital Regional de Telêmaco Borba (HRTB); o Hospital Instituto Dr. Feitosa (IDF); o Hospital Moura; Em Castro: o Hospital Municipal Ana Fiorilo Menarim; Em Jaguariaíva: o Hospital Municipal Carolina Lupion (HMCL); Em Tibagi: o Hospital Luísa Borba Carneiro (HLBC); Em Arapoti: o Hospital Municipal 18 de Dezembro.

### Educação
Ensino profissionalizante, técnico e superior
Particular
No cenário privado a região conta com diversas instituições de ensino profissionalizante, técnico e superior. Destacam-se faculdades como: o Centro de Ensino Superior dos Campos Gerais (Cescage); a Faculdades da Indústria; a Faculdade de Telêmaco Borba (Fateb); a Faculdade Sagrada Família (Fasf); a União Latino-Americana de Tecnologia (ULT); a Faculdade Educacional de Arapoti (Fati); o Instituto Educacional de Castro/Faculdade de Castro (INEC/FACASTRO); o Instituto Superior de Educação Sant'Ana e Faculdade Sant'Ana; o Centro Universitário de Maringá (UniCesumar); o Centro Universitário Campos de Andrade - Uniandrade; o Centro Universitário Leonardo da Vinci - Uniasselvi; o Centro Universitário Santa Amélia (UniSecal); a Universidade Anhanguera-Uniderp - Uniderp; a Universidade do Norte do Paraná (Unopar); a Universidade Positivo (UP).
Pública
A região conta ainda com instituições públicas e gratuitas de ensino, como: a Universidade Tecnológica Federal do Paraná (UTFPR) - campus Ponta Grossa; a Universidade Estadual de Ponta Grossa (UEPG) - campi Ponta Grossa e Telêmaco Borba; o Instituto Federal do Paraná (IFPR) - campi Jaguariaíva e Telêmaco Borba; o Instituto de Educação Professor Cesár Prieto Martinez - Ponta Grossa; o Centro Estadual de Educação Profissional Agrícola Getúlio Vargas - Palmeira; o Centro Estadual de Educação Profissional de Arapoti (CEEP-Arapoti) - Arapoti; o Centro Estadual de Educação Profissional de Ponta Grossa (CEEPPG) - Ponta Grossa; o Centro Estadual de Educação Profissional Olegário Macedo - Castro; o Colégio Agrícola Estadual Augusto Ribas (CAAR) - Ponta Grossa.

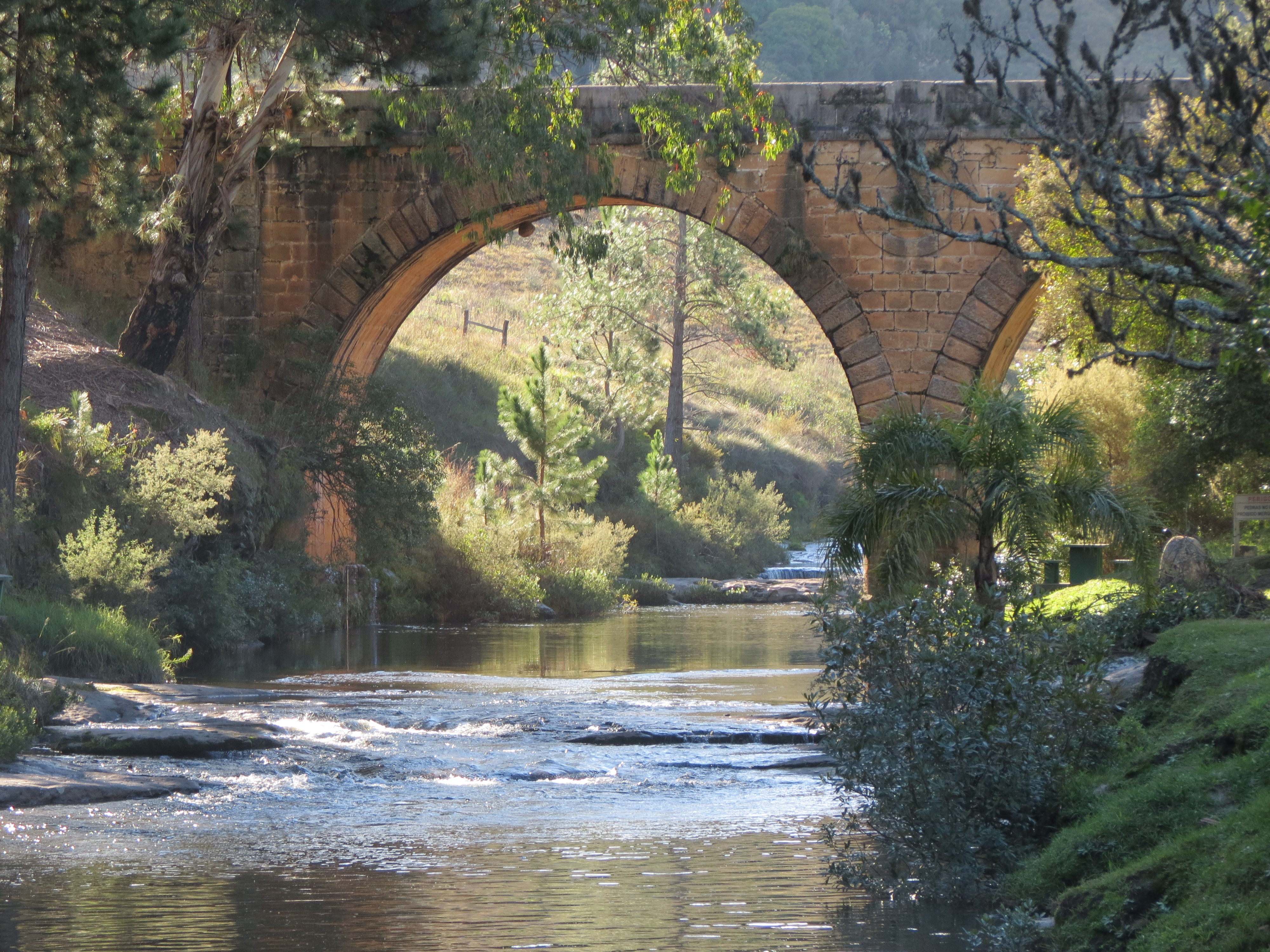
Ponte histórica sobre o rio dos Papagaios, entre Palmeira e Balsa Nova.

### Transporte
A região é privilegiada por agregar um dos maiores entroncamento rodoferroviário do sul do Brasil.

#### Rodoviário
Na região há importante rodovias, formando um importante corredor rodoviário no sul do Brasil. As rodovias estaduais que cortam os Campos Gerais: PR-090; PR-092; PR-151; PR-160 - Rodovia do Papel; PR-239; PR-340. Já as rodovias federais são: BR-376 - Rodovia do Café;
BR-153 - Transbrasiliana; BR-277; BR-373.

#### Aeroviário

##### Aeroportos
Na região há dois aeroportos comerciais: Aeroporto de Ponta Grossa e Aeroporto de Telêmaco Borba. Há ainda outros aeroportos locais como o Aeroporto de Arapoti e o Aeroporto de Castro.

##### Teleférico

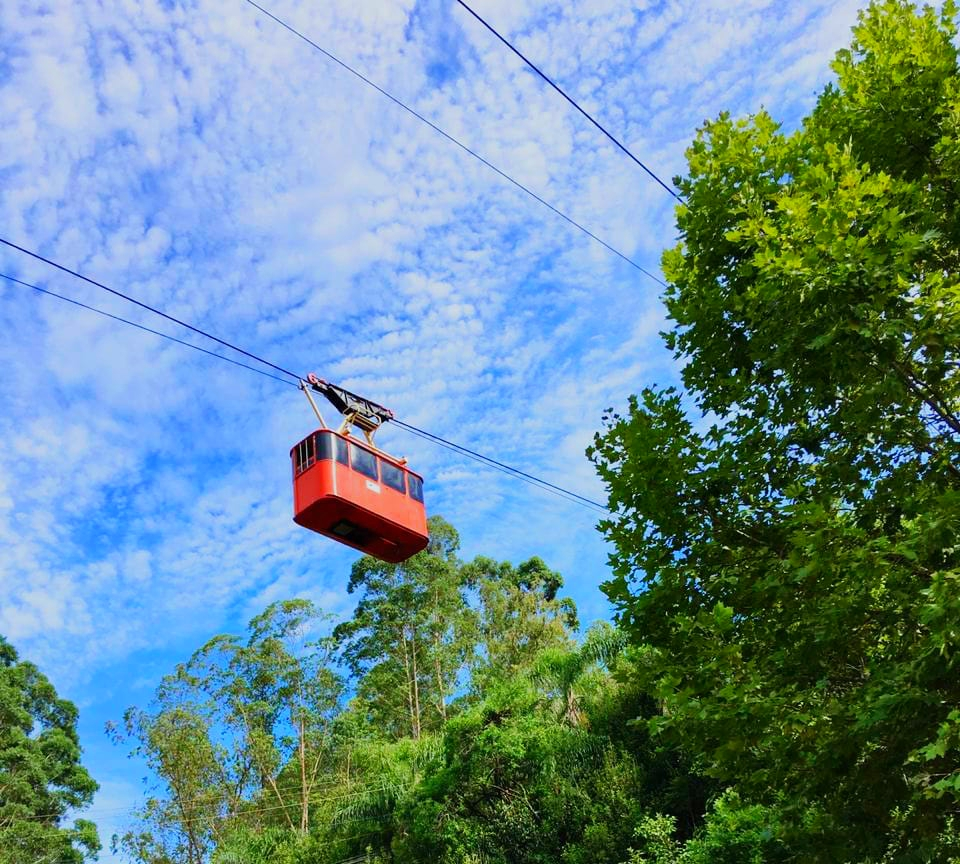
Vista do bonde aéreo de Telêmaco Borba.

O Bonde Aéreo de Telêmaco Borba, comumente denominado bondinho, é o único teleférico da região e está localizado em Telêmaco Borba. Construído na década de 1950 por uma empresa alemã, visando o transporte de pessoas, tinha como objetivo ligar as localidades de Cidade Nova e Harmonia. Chegou a transportar mais de sete mil pessoas por dia e hoje é também uma das principais atrações turísticas da região.

### Energia

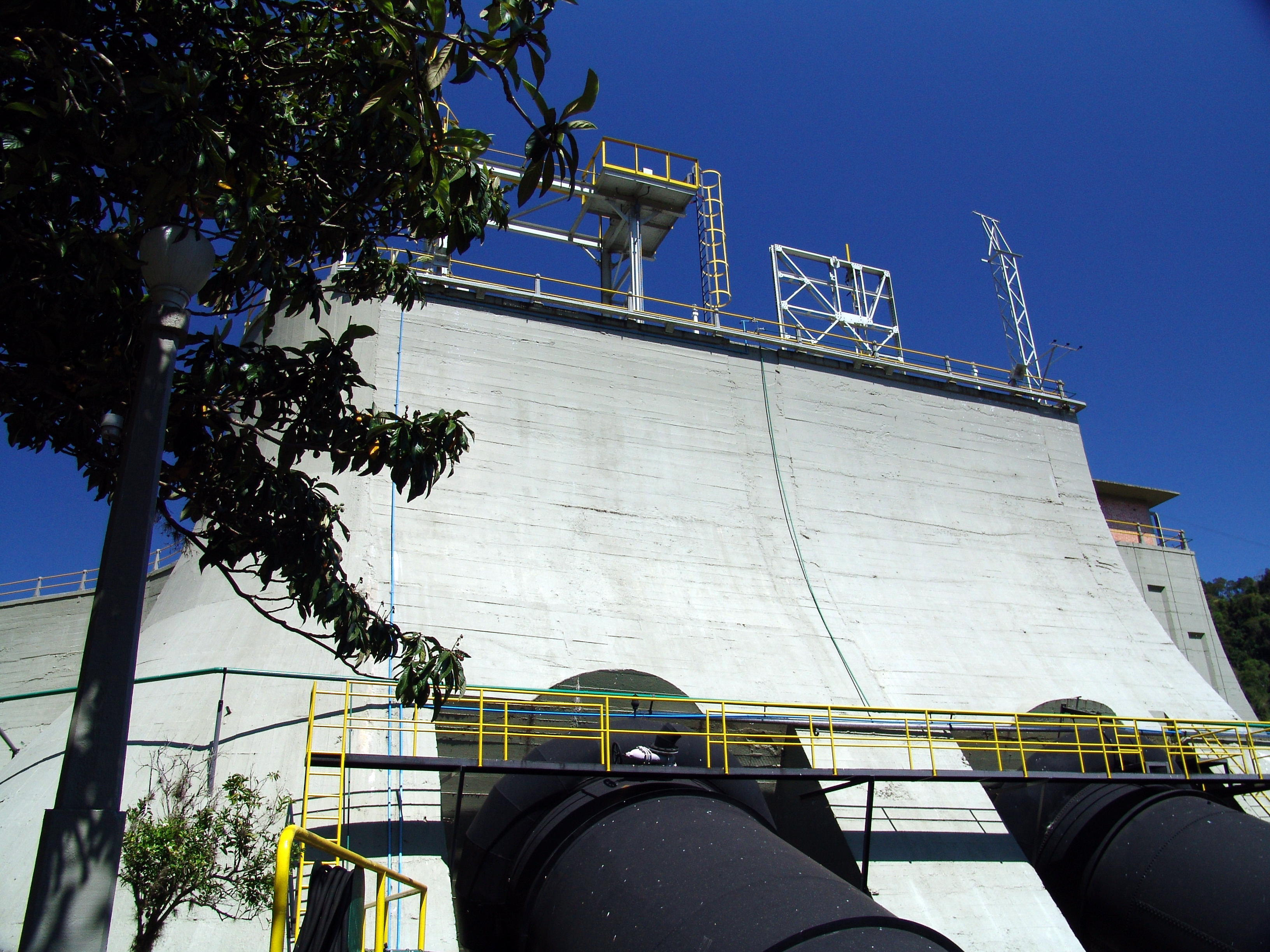
Imagem da barragem da Usina Hidrelétrica Presidente Vargas, em Telêmaco Borba.

Importantes empreendimentos para a geração de energia elétrica estão instalados na região, contribuindo para o abastecimento elétrico local, regional e nacional. As principais geradoras de energia são hidrelétricas e termelétricas. 
Usinas hidrelétricas
A maior usina em funcionamento nos Campos Gerais é a Usina Hidrelétrica Governador Jayme Canet Júnior, localizada entre Ortigueira e Telêmaco Borba. As demais usinas em atividade são: Usina Hidrelétrica Pesqueiro, em Jaguariaíva; Usina Hidrelétrica Presidente Vargas, em Telêmaco Borba; Usina Hidrelétrica São Jorge, em Ponta Grossa; Usina Hidrelétrica Tibagi Montante, em Tibagi; Usina Velha, em Jaguariaíva. Além dessas, está em fase de construção a Usina Hidrelétrica Santa Branca, em Tibagi.
Usinas termelétricas
Há também na região instalações industriais visando a geração de energia elétrica a partir da energia produzida em usinas termelétricas. Em Ortigueira está localizada a Usina Termelétrica Klacel; 
Em Telêmaco Borba está a Usina Termelétrica Monte Alegre;
E a Central Termelétrica Piraí - Centrais Elétricas Salto Correntes Ltda. está em Piraí do Sul;

## Galeria

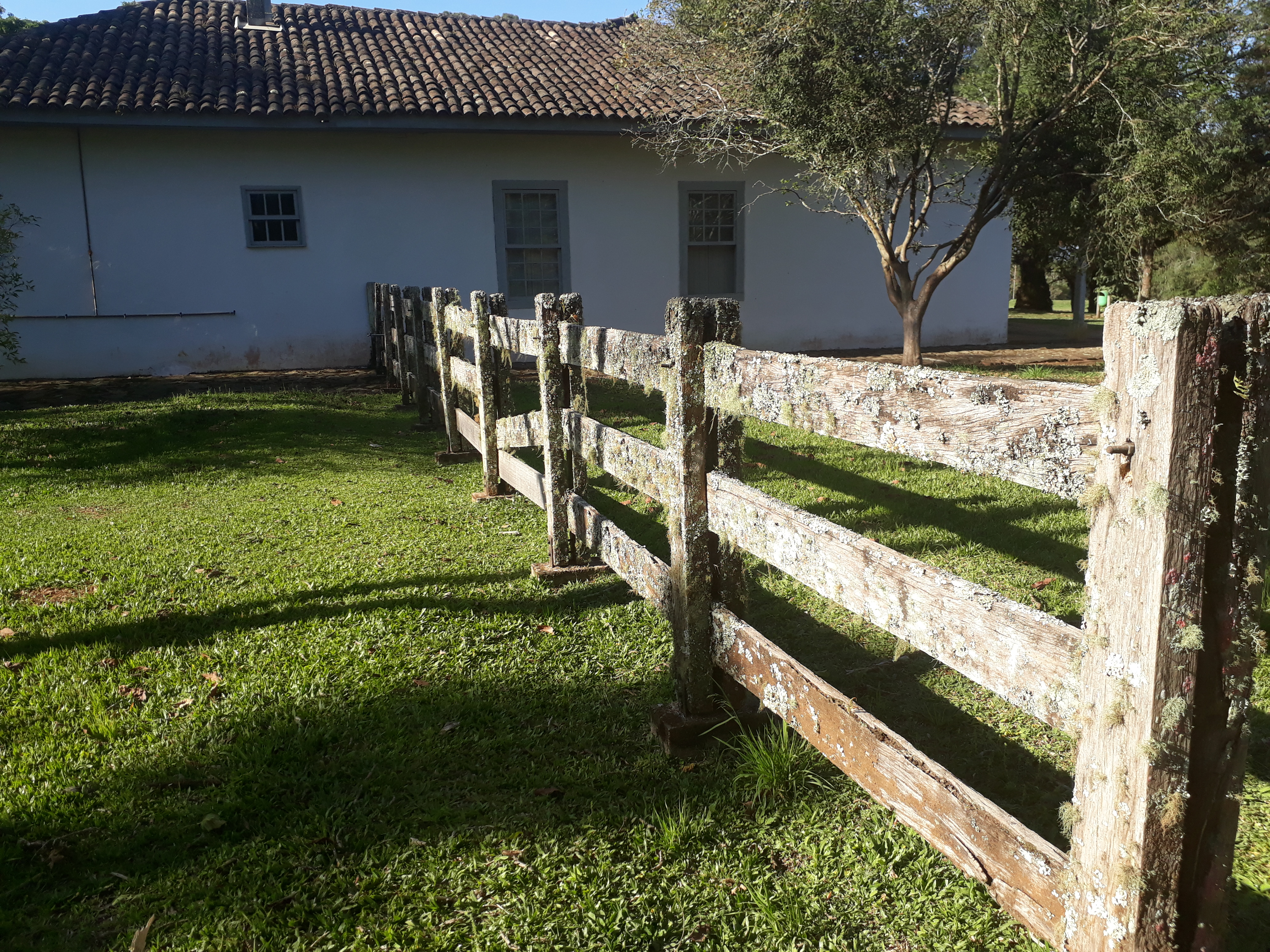
Casarão da Fazenda Velha. antiga sede da fazenda Monte Alegre, em Telêmaco Borba.
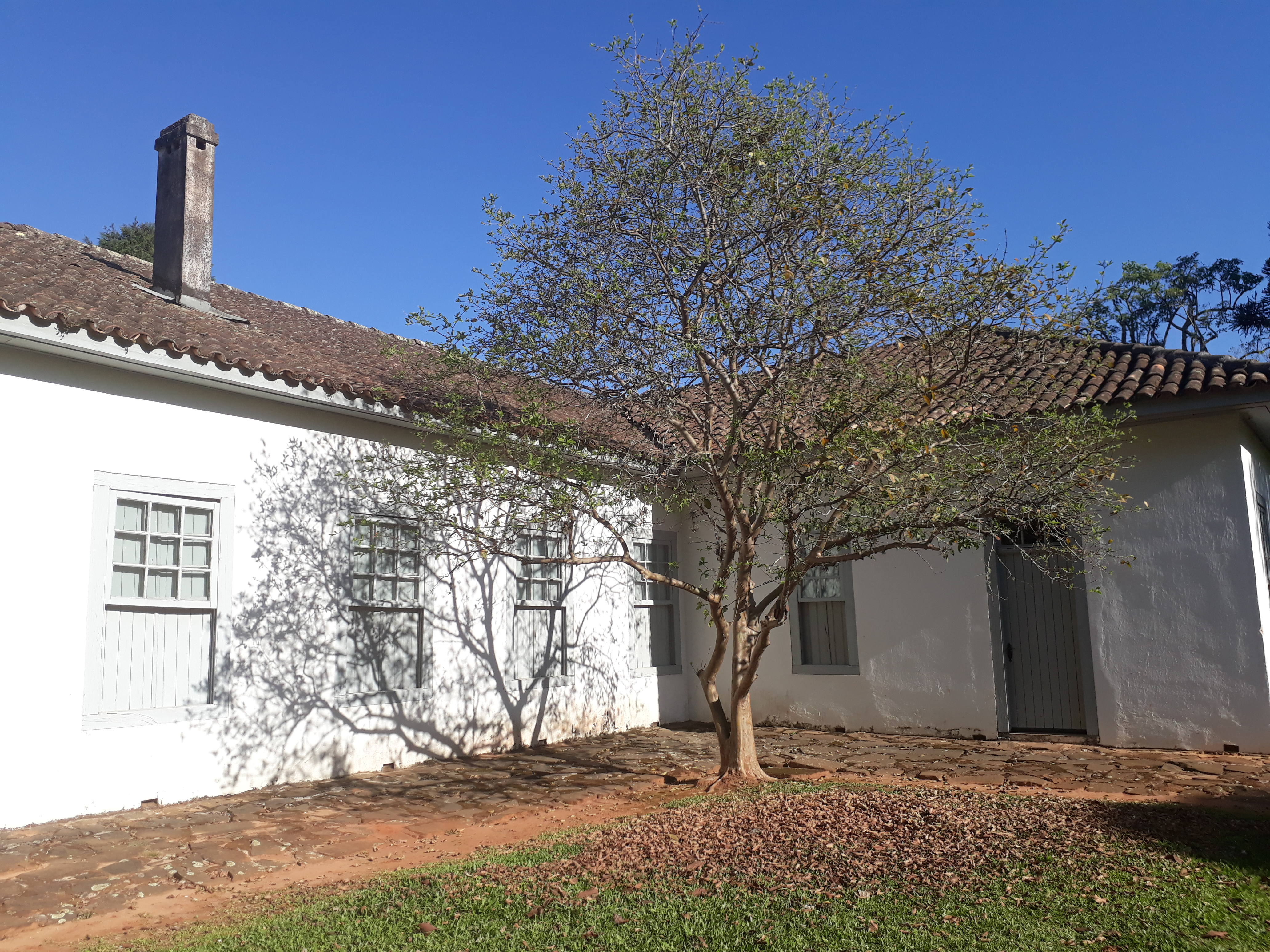
Antiga sede da fazenda Monte Alegre (Fazenda Velha), em Telêmaco Borba.
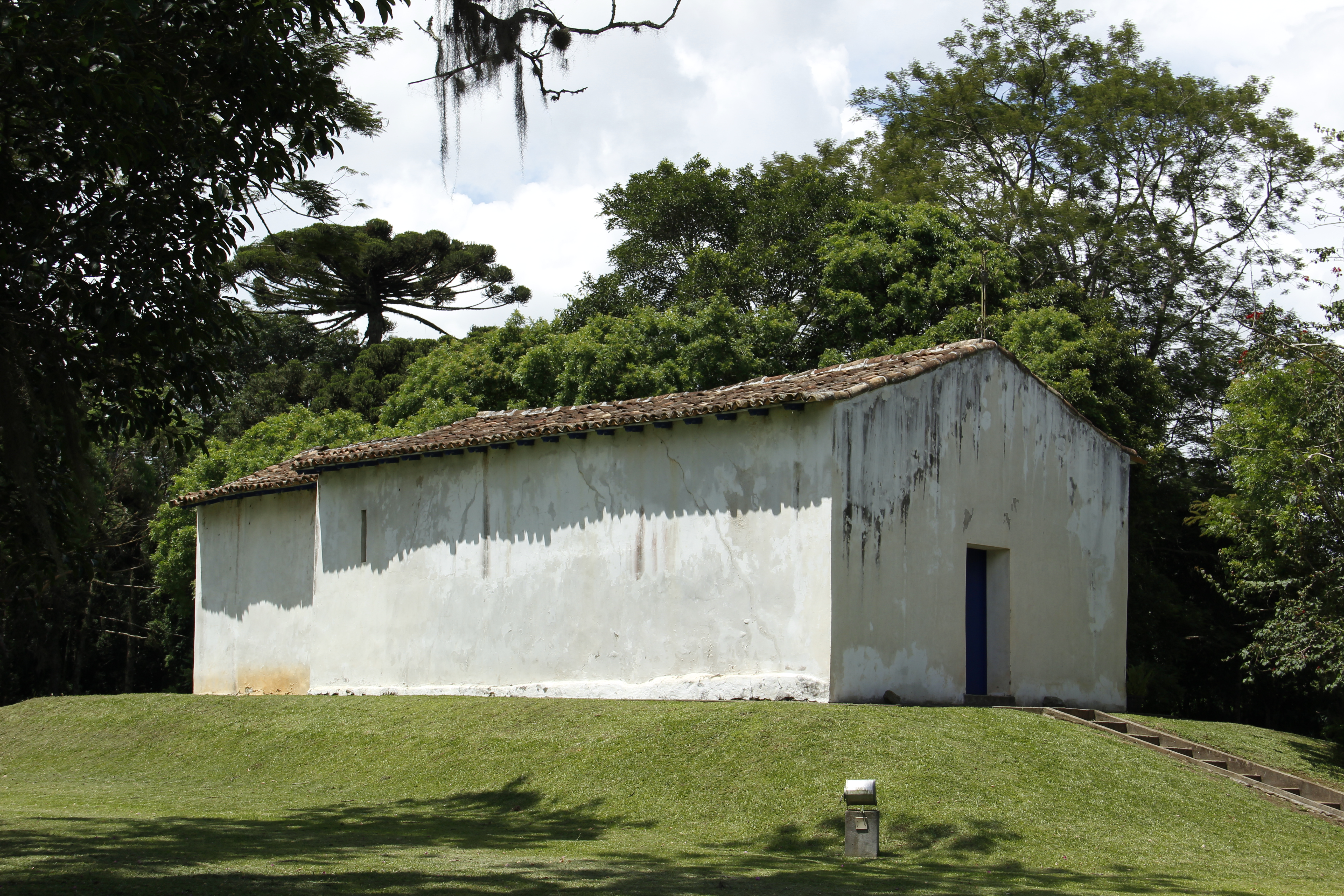
Capela Santa Bárbara do Pitangui, em Ponta Grossa.
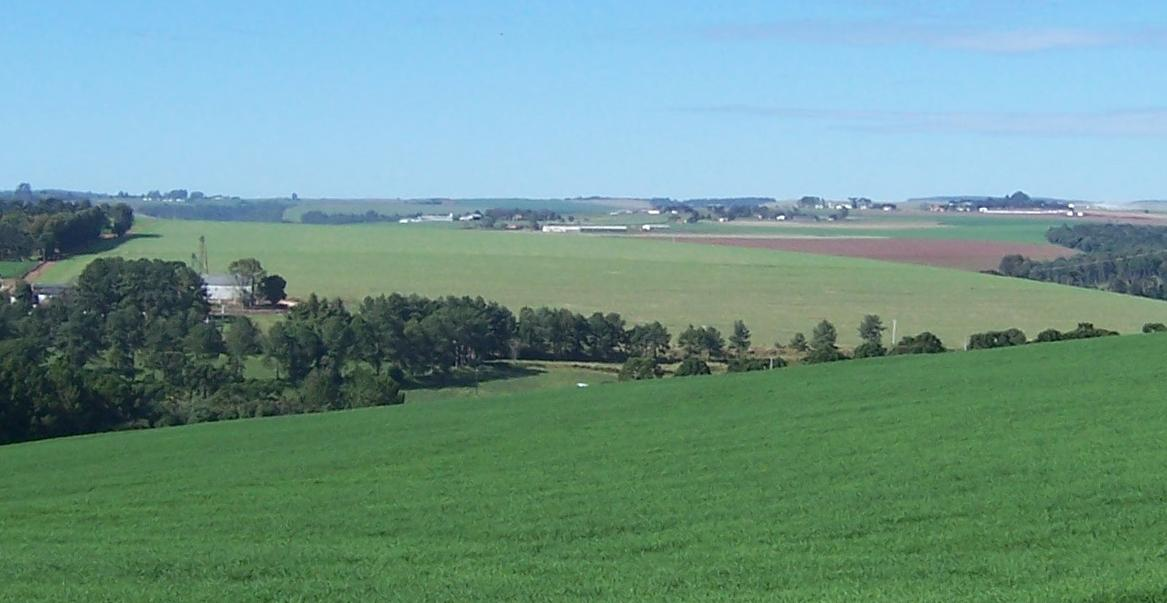
Paisagem rural em Arapoti.
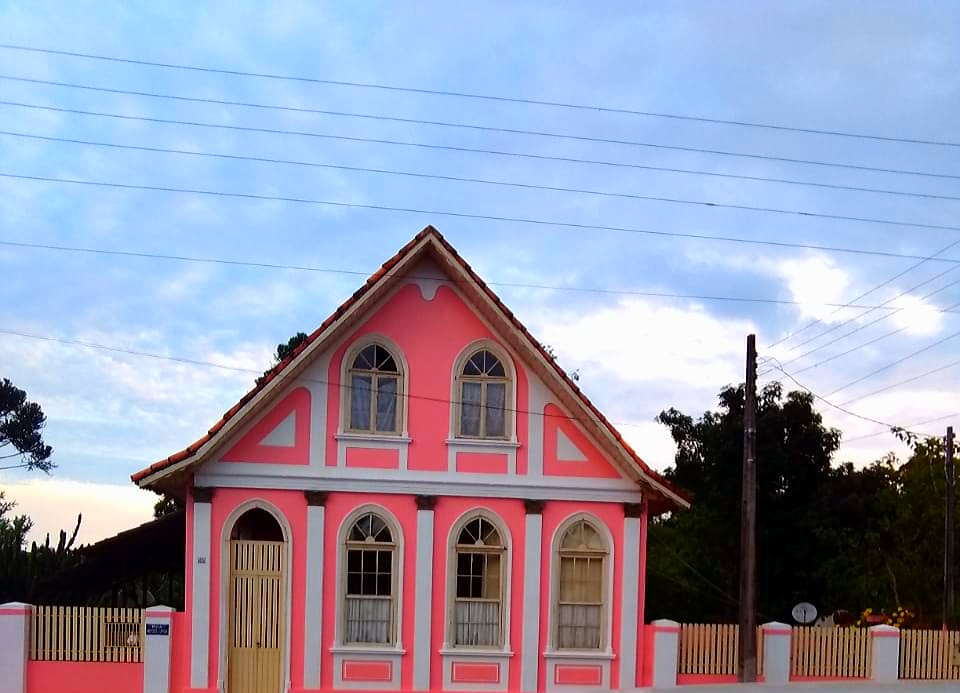
Típica arquitetura de casa antiga em Jaguariaíva.
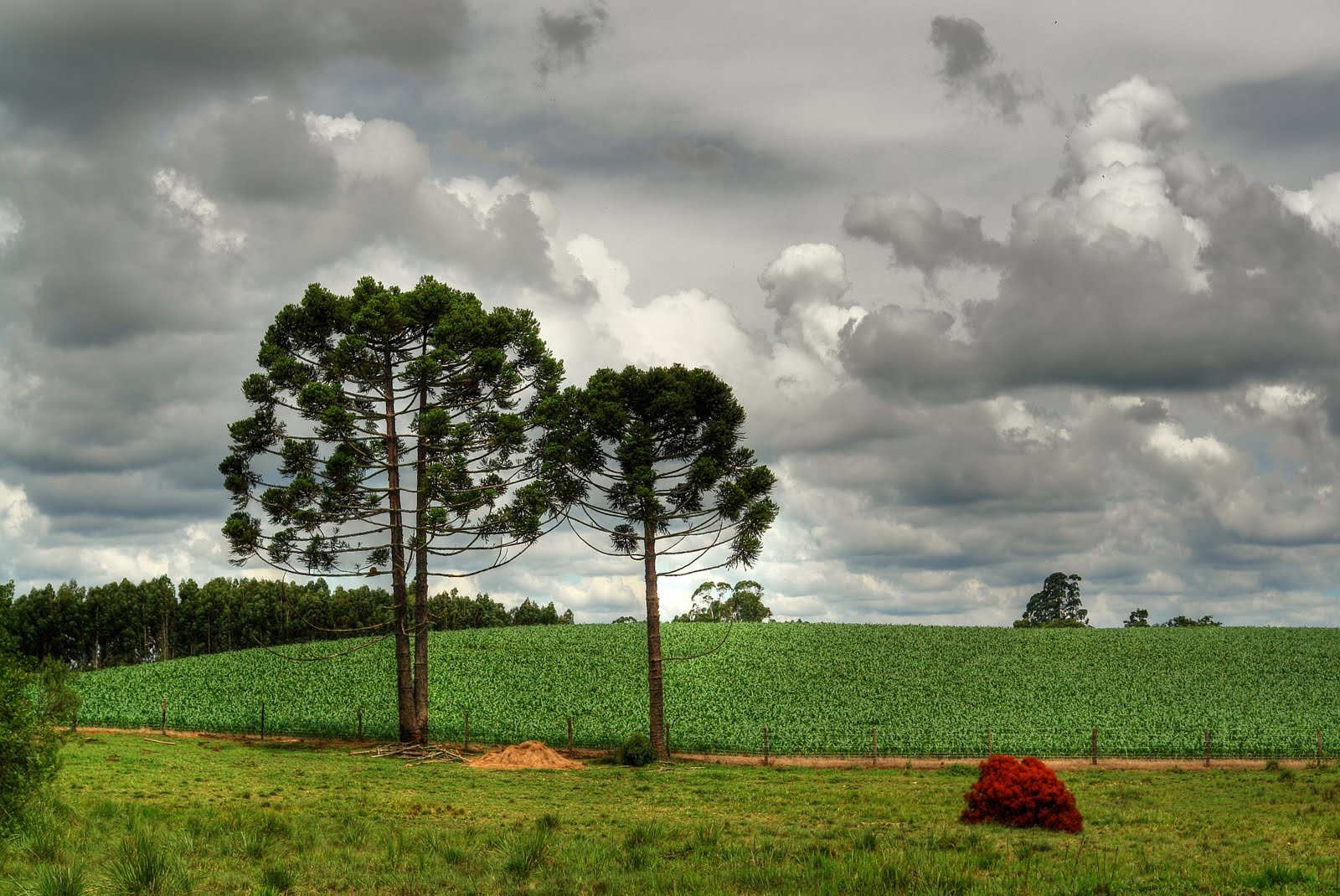
Paisagem rural em Palmeira.